# Ponjaard (Beveren)
De Ponjaard is een gehucht in Melsele, een deelgemeente van Beveren-Kruibeke-Zwijndrecht in de Belgische provincie Oost-Vlaanderen. Het gehucht ligt in het zuidoosten van de deelgemeente, bijna twee kilometer ten zuidoosten van de dorpskern van Melsele, nabij de grens met Zwijndrecht, rond de Dweerse Kromstraat, Parmastraat, Priemstraat en Ponjaardhoekstraat. Net ten oosten ligt het Fort van Zwijndrecht. Tot 1923 behoorde het gehucht tot de gemeente Zwijndrecht.

## Geschiedenis
De Fricxkaart uit 1712 toont hier een herberg "Le Poignard". Op de Ferrariskaart uit de jaren 1770 is het gehucht Poignaert weergegeven.
De Atlas der Buurtwegen vermeldt het gehucht Poignardhoek, in het zuidwesten van de gemeente Zwijndrecht. De Vandermaelenkaart uit het midden van de 19de eeuw vermeldt Poignaert Hoek en Poignard Hoek. Deze kaarten tonen ook het tracé van de spoorlijn Gent-Antwerpen die in de jaren 1840 net ten noorden van het gehucht werd aangelegd.
In de jaren 1870 werd ten oosten van het gehucht het Fort van Zwijndrecht gebouwd.
In 1923 werd de gemeente Zwijndrecht overgeheveld van de provincie Oost-Vlaanderen naar de provincie Antwerpen. Daarbij werden enkele grenscorrecties tussen gemeenten doorgevoerd, en bij een gebiedsruil werd Melseelse wijk Smoutpot aan Zwijndrecht overgedragen in ruil voor de wijken Ponjaard en Vendoorn.
Op 20ste-eeuwse kaarten wordt het gehucht gespeld als Poignaart, Ponjaart en Ponjaard.
Deelgemeenten: Bazel · Beveren · Burcht · Doel · Haasdonk · Kallo · Kieldrecht · Kruibeke · Melsele · Rupelmonde · Verrebroek · Vrasene · Zwijndrecht

Overige dorpen en gehuchten: Beestenhoek · Bloempot · De Bank · Doorn · Es · Gaverland ·  Geslecht · Groot Laar · Halve Maan · Hoogeinde · Hoogstraat · Kalishoek (Doel) · Kalishoek (Melsele) · Kemphoek · Klein Laar · Melseledijk· Mosselbank (Haasdonk) · Mosselbank (Vrasene) · Nieuwe Parochie · Ouden Doel · Oudendijk · Ponjaard · Prosperpolder · Puiput · Rapenberg · Rapenburg · Saftingen · Sint-Antoniushoek · Smoutpot · Stenen Kruis · Tijskenshoek · Vendoorn · Verrebroekse Blikken · Vijfstraten · Vliegenstal · Voshoek · Westakkers · Wilden Haan · Zillebeek · Zwaantje

Belgische gemeenten · Arrondissement Sint-Niklaas · Oost-Vlaanderen · Vlaanderen